# San Bartolomeo e San Francesco
San Bartolomeo e San Francesco sono due dipinti del pittore veronese Francesco Morone, realizzati con la tecnica della pittura a tempera su tavola, conservati nel museo di Castelvecchio a Verona.
Originariamente le due tavole erano la predella della Crocifissione realizzata per la cappella Avanzi della chiesa di San Bernardino a Verona, commissionata nel 1492 dal nobile Bartolomeo Avanzi e terminata poco prima del 1497 quando egli venne qui sepolto. I due dipinti di Morone invece sono datati e firmati 1498.
Nel 1517 la cappella si arricchì di Storie della Passione di Paolo Morando e contestualmente la predella fu ampliata con quattro altre tavole con busti di santi. Nel 1851, durante la dominazione austriaca, la chiesa venne adibita a magazzino e sei anni più tardi alcune opere, tra cui queste del Morone, vennero donate dall'imperatore Francesco Giuseppe alle collezioni civiche veronesi.